# 小行星15372
小行星15372（15372 Agrigento）是一颗绕太阳运转的小行星，为主小行星带小行星。该小行星于1996年10月8日发现。

## 轨道参数
小行星15372的轨道半长轴为3.4926809 UA，离心率为0.107。